# 데살로니카인들에게 보낸 첫째 편지
데살로니카인들에게 보낸 첫째 편지(First Epistle to the Thessalonians, 공동번역성서), 테살로니카 신자들에게 보낸 첫째 편지(로마 가톨릭교회), 데살로니가전서(개신교)는 신약성경의 바울로 서신 가운데 하나이며, 바울로가 테살로니키(데살로니카)에 보낸 편지로 여긴다. 서기 52년 말에 썼다고 추정해서 첫번째 바울로 서신으로 여기기도 하나, 갈라디아인들에게 보낸 편지가 서기 48년에 썼기 때문에 더 오래되었다는 의견도 존재한다.

## 구성
비록 모스크벤시스, 안젤리카, 알렉산드리아 사본 등 많은 초기 사본들은 본 서신이 아테네에서 쓰여졌다고 기록하고 있지만, 대다수의 신약학자들은 바울로가 본 편지를 코린토스(고린토)에서 작성했다고 본다. 또한 본 편지는 마케도니아 속주에서 데살로니카의 소식을 들고온 디모테오(행 18:1-5, 살전 3:6)에게 쓰여진 것으로 여겨진다. 이 편지의 마지막 두 장에서 교리 문제를 다루고있긴 하나 부가적인 내용이고, 본질적으로는 개인적인 문안편지로 데살로니카 교회의 기독교인들을 격려하고 안심시키는 것이 주 목적이다. 바울로는 "조용히 살도록 힘쓰며" 예수 그리스도의 재림의 소망 안에서 살아가라는 메시지를 남긴다.

### 연대
대다수의 학자들은 작성 시기를 기원후 50/51년으로 추측한다. 일부 학자들(Donfried, Holtz, Knox, Lüdemann)은 40년대 초로 추측한다.
다른 바울로 서신들과는 다르게 첫째 편지에서는 믿음으로 받는 칭의나 유대인 이방인 관계에 대한 주제를 다루고 있지 않다. 따라서 많은 학자들은 본 서신이 이러한 문제의식이 명확하게 형성된 것으로 보이는 갈라디아인들에게 보낸 편지보다 앞서 쓰여졌을 것이라고 생각한다.

### 저작성

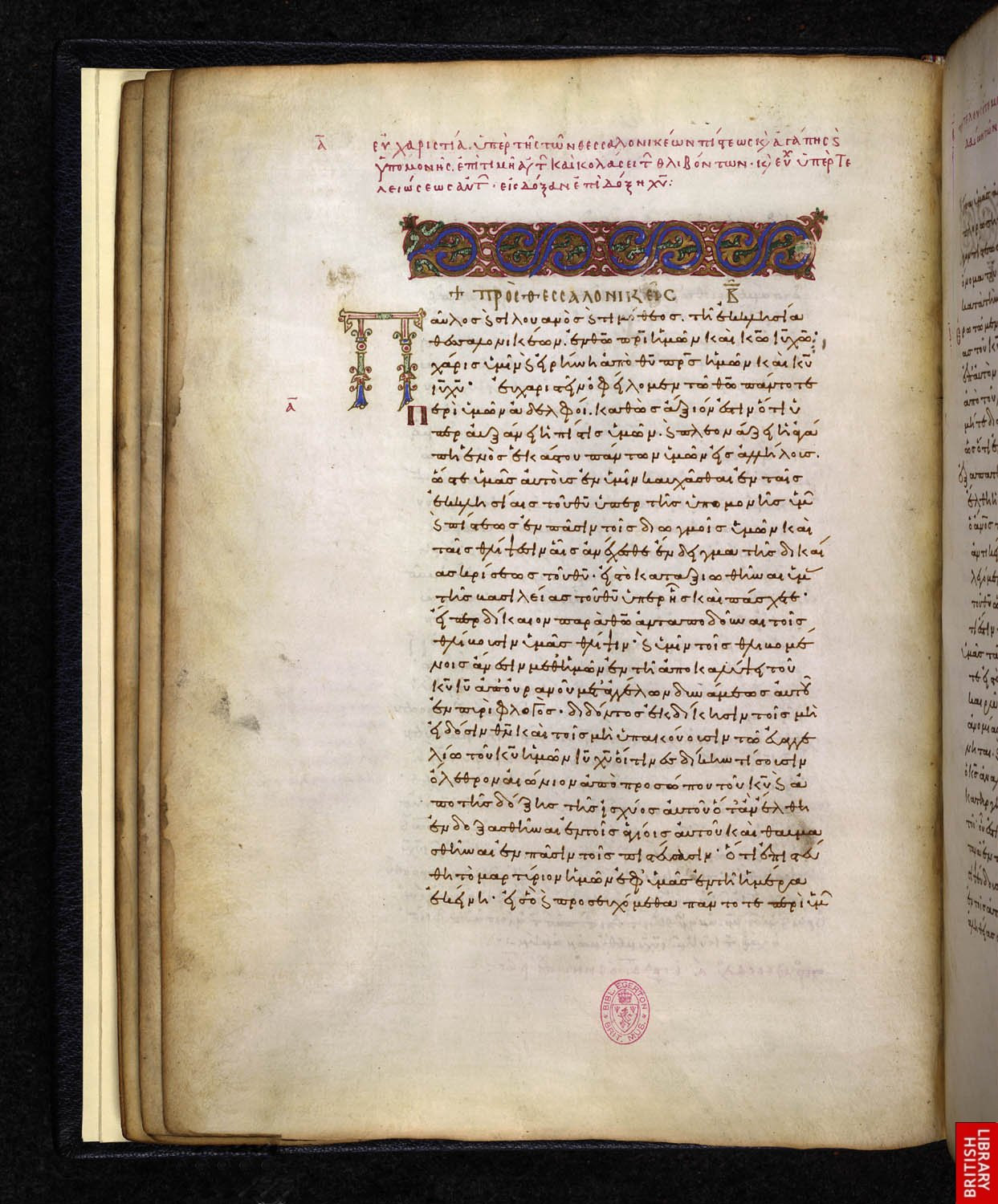
소문자문서 699에 나와 있는 본 편지의 첫 페이지. προς θεσσαλονικεις, (데살로니가사람들에게)라는 제목이 붙어있다.

클레멘트 슈라더, 페르디난드 크리스챤 바우어를 비롯한 19세기 중반의 학자들 대다수는 본 서신의 저작성에 대해 의문을 가졌지만, 현대의 신약학자 대다수는 본 서신이 바울로에 의해 쓰여진 것이라는데에 의견을 모은다. 본 서신의 저작성은 다른 바울로 서신과 비교했을 때 문체나 내용에 통일성이 있고, 둘째 편지에서도 저작성이 확증되고 있다는 것이 주요 논거이다. 다만 말리네 크뤼제만은 1 데살로니카서를 위서로 보는데, 2:14-16에 기반을 둔 반유대주의와 바울로 사상의 이질성과, 종종 저자의 복수성이 드러난다는 것이 주요 근거다.
종종 살전 2:13-16의 내용은 다음의 까닭으로 바울로 이후에 내삽된 것으로 간주된다.
- 바울로는 고린도전서 2장 8절에서 예수의 십자가형의 책임을 유대인보다는 "이 세상 통치자들"에게 돌리고 있고, 로마서 11장 26절에서 "온 이스라엘도 구원받게 되리라"고 말하는 것에서 볼 수 있듯이 유대인이 예수를 버렸다고 보지도 않는다. 하지만 본 편지 1장 10절에서는 하느님의 진노가 닥쳐올 것이라며 다소 상반된 내용을 보인다.[8]
- 제1차 유대-로마 전쟁 이전에 팔레스타인 지역의 기독교인들을 향한 유대인들의 박해가 대규모로 이루어지지 않았다.[9]
- 유대 교회에 대한 본받음 개념은 2장 14절에서만 등장한다.
- 2장 16절의 "진노가 내리다"에 사용된 부정과거동사인 eftasen가 예루살렘 붕괴를 의미한다.[10]
- 2장 13-16절의 문장이 주위 맥락과 큰 차이가 있다.[11]

이외에도 5장 1-11절 역시 삽입된 구절로 보는 견해가 존재하는데, 루가의 복음서와 문체가 비슷하다는 것과 4장 13-18절에서 재림이 곧 임할 것이라는 내용을 정정하고있다는데에 그 이유가 있다.
슈미탈스(Schmithals), 에카르트(Ekhart), 뎀케(Demke), 먼로(Munro), 푹스(Fuchs)는 첫째 편지와 둘째 편지의 교정(redaction)과 내삽에 대한 복잡한 이론들을 발달시켰다.

### 수취인
바울로는 자신을 "이방인의 사도"로 선언하고 로마제국의 주요도시에 이방인 교회들을 설립하였다.
사도행전은 바트 D. 어만에 의하면 바울로의 생애에 대해 가끔 다른 이야기를 해주지만, 데살로니카에 대해서 다음과 같은 기록을 남겼다. 바울로가 첫 번째로 데살로니카에서 전도할 때 회심한 유대인들이 "일부" 있었던데 비해 기독교로 개종한 이방인들은 "다수"였고, 나머지 유대인들은 마치 한몸처럼 바울로의 사역을 맹렬히 방해했다.

## 내용

### 개괄
- 1장: 인사와 감사
- 2장: 데살로니가에서 바울로의 사역
- 3장: 디모테오가 가져온 소식
- 4-5장: 교회 내의 쟁점들과 그리스도인의 태도와 성화
  1. 기독교인들 사이의 관계와 세상에 대한 일, 그리스도인의 성화(4:1-12)
  2. 죽은 사람들에 대해 (4:13-18)
  3. 재림을 준비하라 (5:1-11)
  4. 기독교인들이 어떻게 행동해야하는가 (5:12-25)
- 5장 26-28절: 끝인사

### 본문
바울로, 실바노, 디모테오는 데살로니카 신도들의 믿음과 사랑에 감사인사를 전하고, 그들과 함께 있을 때에 사도권을 주장할 수 있었음에도 하지 않고 폐를 끼치지 않기 위해 밤낮으로 노동하는 등 자신들이 어떻게 살았는지를 상기시킨다.
바울로는 죽은 자의 부활 이후에 살아 남아 있는 신자들이 하늘로 올라가 공중에서 주님을 영접할 것이라고 말한다.

## 같이 보기
- 바울로 서신의 저작성
- 데살로니카인들에게 보낸 둘째 편지